# ジョン・アーバスノット・フィッシャー

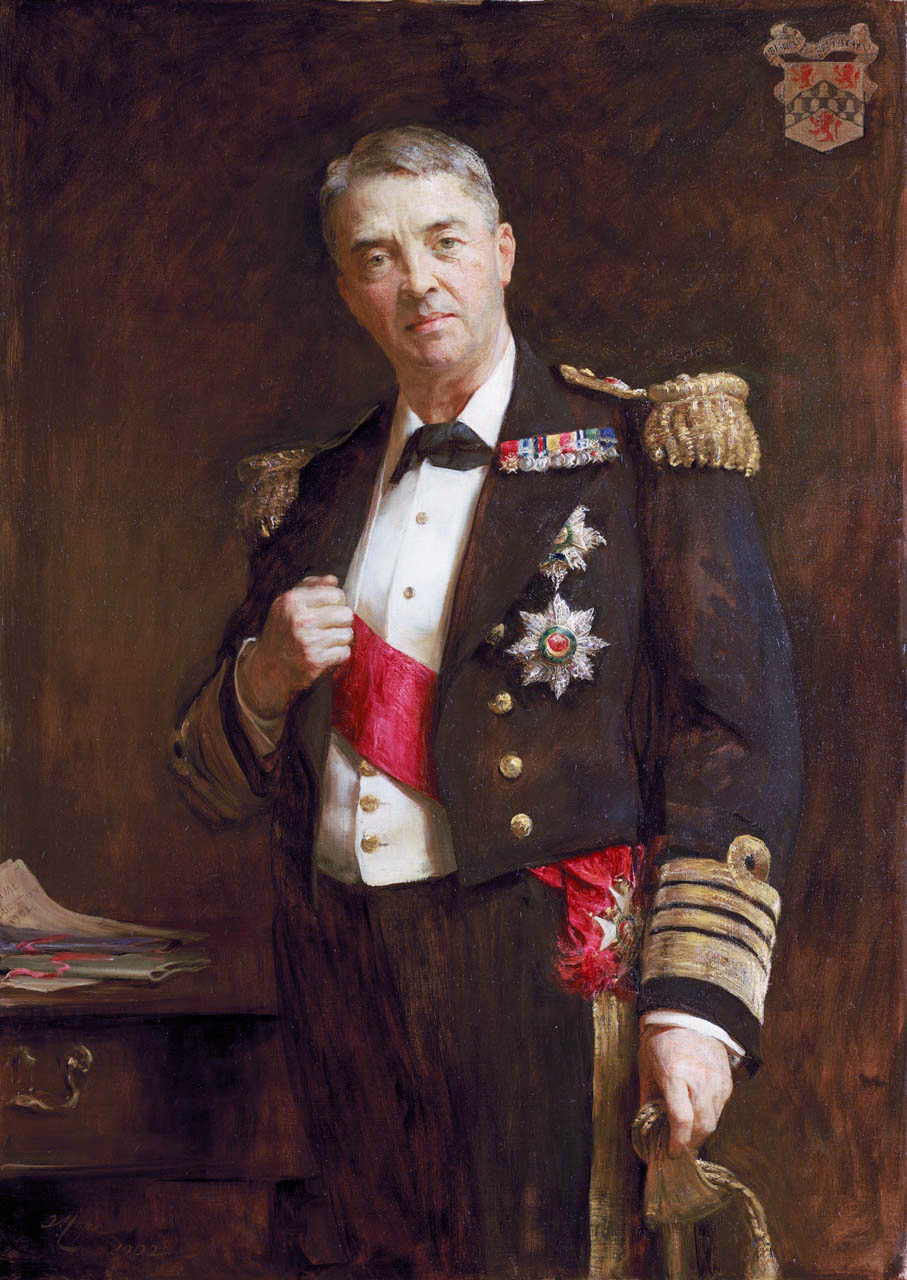
ジョン・アーバスノット・フィッシャー、(アーサー・ストックデイル・コープによる肖像画、1902年)

初代フィッシャー男爵ジョン・アーバスノット・フィッシャー（John Arbuthnot Fisher, 1st Baron Fisher of Kilverstone, 1841年1月25日 - 1920年7月10日）は、"ジャッキー・フィッシャー"("Jackie Fisher")の名で知られるイギリスの軍人、提督。初代フィッシャー男爵、バス勲爵士（GCB）、メリット勲章（OM）、ヴィクトリア勲爵士（GCVO）。先込め大砲を備える木製帆船の時代に海軍へと入り、巡洋戦艦と潜水艦、そして最初の航空母艦建造に関与するなど、60年以上に及ぶ軍歴の中でイギリス海軍に対し大きな影響を与えた。艦艇建造や戦術考案ばかりでなく、英国海軍の人事改革・教育改革の面でも大きな功績を残している。イギリス海軍の歴史上、ネルソン提督に次ぐ重要人物である。

## 幼年時代
フィッシャーはスリランカ（当時のセイロン）中部州ランボダに勤務するイギリス人士官の家の11人兄弟の長男に生まれた。父はセイロン総督の副官であったウィリアム・フィッシャー陸軍大尉だった。一家はコーヒー農園を営んでいたが裕福ではなかった。フィッシャーは6歳のときに母方の祖父と一緒に暮らすためにイングランドに送られた。

## 初期の経歴 （1854年 - 1869年）
1854年、13歳で海軍に入ったフィッシャーは、士官候補生として戦列艦「カルカッタ」に乗り込み、クリミア戦争ではフィンランド湾におけるロシアの港湾封鎖作戦に参加した。その後の1856年からの5年間東インド・中国艦隊に配属され、この間アロー戦争に従軍した。
本国に戻ったフィッシャーは海軍砲術学校で学んだ後、1863年3月から世界初の全鋼鉄製の装甲艦「ウォーリア」に砲術将校として勤務した。「ウォーリア」は帆船時代の終わりを告げる艦であり、アームストロング製の元込め砲とホイットワース製の先込め砲の両方を装備していた。1866年4月、彼はフランセス・ブロートンと結婚した。

## 海尉艦長時代 （1869年 - 1876年）
1869年8月2日、彼は28歳の若さで海尉艦長（commander,海軍中佐）に昇進した。そして、ドイツに派遣され、魚雷と機雷の技術について調査を行った。おそらくこの派遣任務の影響を受けて、彼は当時の最先端技術である電気魚雷の開発や運用に関する研究を開始した。
1872年に、フィッシャーはイングランドに帰って砲術学校に復帰し、砲術学校から魚雷と機雷の訓練課程を分離して新たな施設を作った。そしてそれが水雷訓練のスタートとなった。彼は1874年10月30日に33歳で艦長（captain,海軍大佐）に昇進した。

## 艦長時代.（1876年 - 1890年）

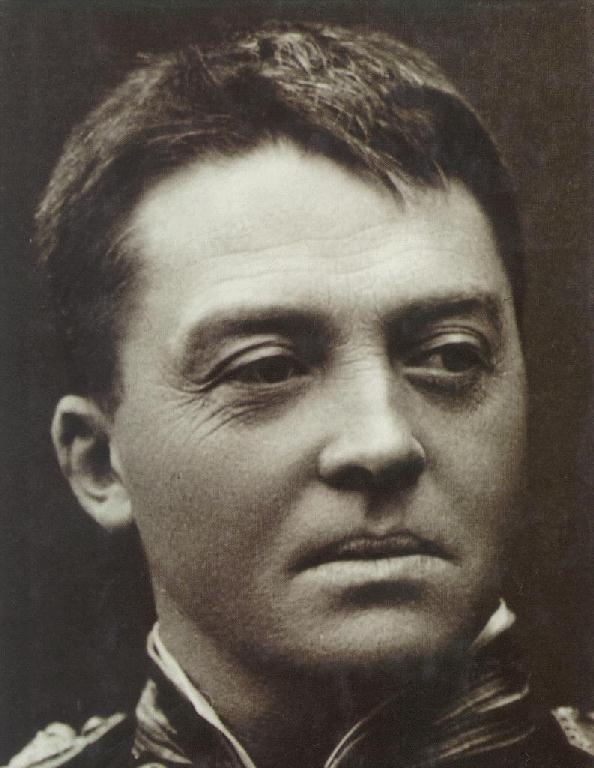
艦長時代のフィッシャー（1883年）

1876年から1883年まで、彼は艦長として5隻の艦を指揮した。最後の指揮艦は装甲艦「インフレキシブル」であった。「インフレキシブル」は当時最強との評判のあった軍艦だったが、実際には、その4門の先込め砲は長すぎて装填が困難であり、実戦では役に立たなかった。それでも「インフレキシブル」は地中海艦隊に配属され、1882年のエジプト戦争においてビーチャム・シーモア提督の艦隊の1隻としてアレクサンドリア港の砲撃を行った。
艦長時代に、フィッシャーは後のエドワード7世国王やアレクサンドラ王妃と親密な友人になった。
1886年から1890年まで彼は海軍の軍需部門の長（Director of Naval Ordinance）の職にあったが、陸軍省（War Office）から海軍砲の設計の権限を取り上げる試みにはそれほど成功しなかった。彼は1887年にヴィクトリア女王の侍従武官となり、1890年8月に海軍少将に昇進した。

## 提督時代.（1890年 - 1902年）
フィッシャーは、第三海軍卿（Third Sea Lord、艦船と設備の供給の責任者。旧日本海軍の艦政本部長に相当）になると、1891年から1892年にかけて2、3ヵ月にわたってポーツマスの造船所を監督し、水雷艇への対抗兵器である「水雷艇駆逐艦」（のちに短縮されて「駆逐艦」となる）の開発を進めた。水雷艇は安価であるにもかかわらず最大の戦艦をも沈めることができ、かつフランスはそれを多数保有していたため、大きな悩みの種となっていた。水雷艇駆逐艦は、当時最新式の水管ボイラーと速射砲を備えた小型、高速の軍艦であった。
フィッシャーは1896年に海軍中将に昇進した。彼は1897年から北大西洋と西インド方面の司令官を務めた後、1899年の第1回ハーグ平和会議の代表を経て、1902年まで地中海艦隊の司令長官の任務についた。当時、スエズ運河を含むインドとの交通線はフランスの脅威に常にさらされており、イギリスにとって最重要の艦隊であった。1901年に彼は海軍大将に昇進した。

## 第一海軍卿就任・ドレッドノート建造

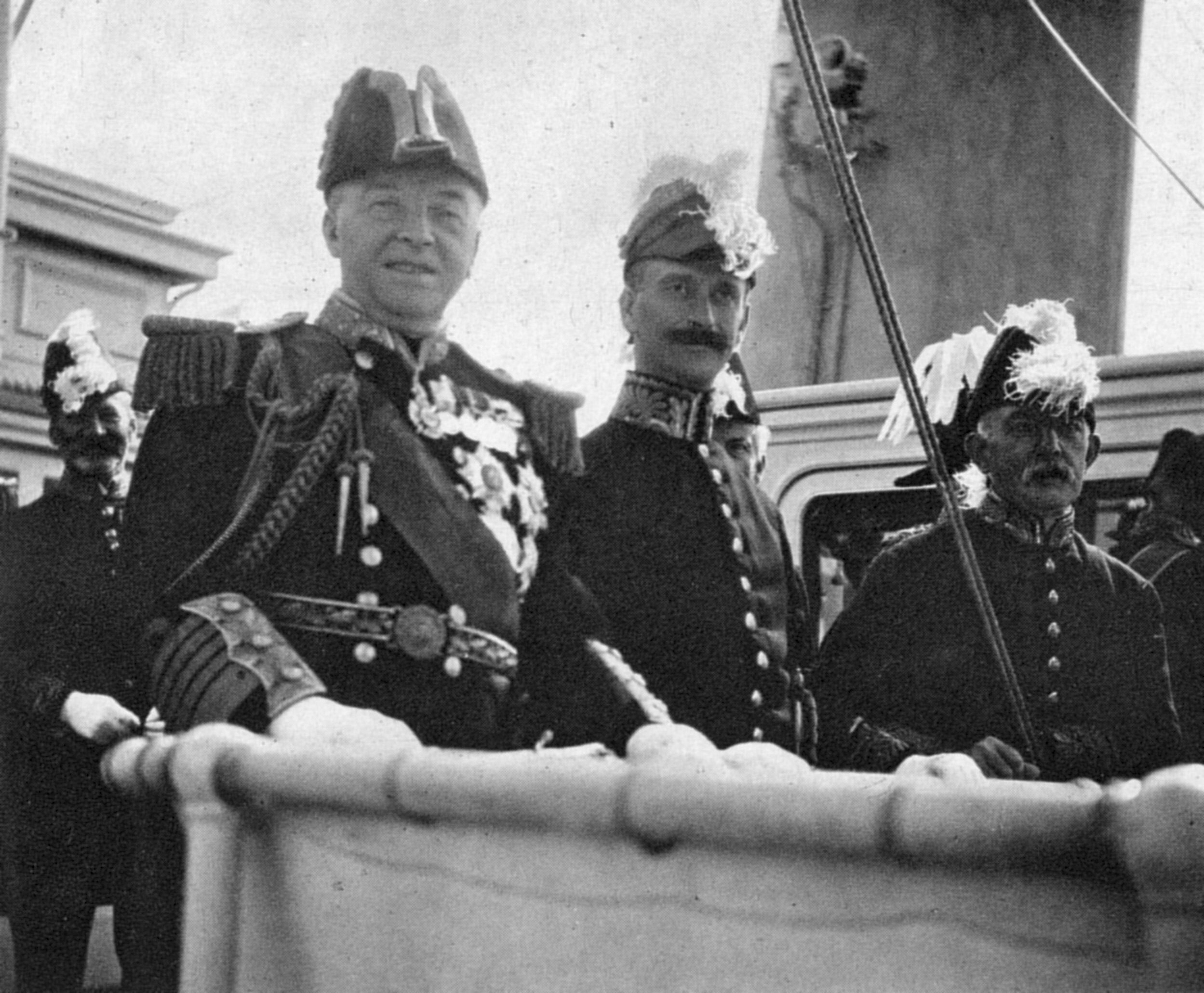
観艦式でのフィッシャー（一番の左の人物・1907年）

1902年、海軍人事を握る第二海軍卿（Second Sea Lord）としてイギリスに戻り、1903年にはポーツマス海軍工廠（Portsmouth dockyard）の司令長官となった。1905年10月には、海軍の作戦指揮を握る武官のトップ、第一海軍卿（First Sea Lord、他国における軍令部長）に任じられた。
その時までにはフランスとの関係が緊密になる一方で、ドイツとイギリスは海軍軍備拡張競争に取りかかっていた。フィッシャーは海外駐留海軍を縮小する一方で、強力な本国艦隊を創設することを決めた。世論が騒然とする中で、彼は「戦うには弱すぎ、逃げるには遅すぎる」（"too weak to fight and too slow to run away"）、また「守銭奴の無駄ながらくたの買いだめ」（"a miser's hoard of useless junk"）と呼ぶ90隻の時代遅れで小さな軍艦を鉄屑にするべく売り払い、さらに64隻を予備役とした。これによって本国海域の大型新鋭艦の数を増やすための人員と資金が使えるようになった。
彼は高速で単一巨砲を備えた戦艦の開発の推進者だった。彼は軍艦設計委員会を指導して新しい時代の戦艦の最初である「ドレッドノート」の概略設計を押し進めた。彼の委員会はまた、防御装甲を軽減する代わりに高速を実現した、ドレッドノートに相似した単一巨砲の新型装甲巡洋艦を生みだした。それは巡洋戦艦（battlecruiser）と呼ばれ、「インヴィンシブル」がその最初の艦となった。ただし、この「速度は最大の防御」という彼の持論はユトランド沖海戦におけるインヴィンシブルなどの巡洋戦艦の喪失により破綻することとなった。彼はまた、イギリス海軍への潜水艦の導入と、燃料の石炭から石油への転換にも力を注いだ。
人事面では、兵機一系化改革を進め、機関科士官の待遇改善を試みた。

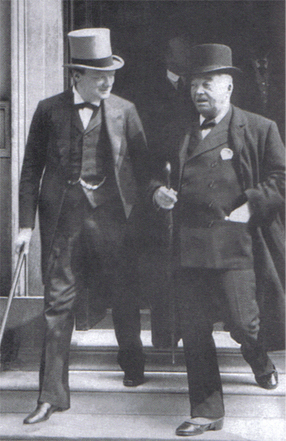
チャーチル（左）と

フィッシャーは1909年に男爵位を授けられ1910年に引退した。第一次世界大戦の勃発に際して、ドイツとの結びつきの強さを忌避されたルイス・アレグザンダー・マウントバッテン（改姓前はバッテンバーグ）に代わり第一海軍卿に就任した。フィッシャーは大きな被害を出し完全な失敗に終わったガリポリ上陸戦における責任問題を巡りウィンストン・チャーチル海軍大臣との間で苦々しい論争を繰り広げた末、1915年5月15日に辞任した。後にチャーチルも辞任を余儀なくされた。フィッシャーはドイツのバルト海沿岸への上陸作戦を提案しており、そのためのフューリアスなどの「ハッシュ・ハッシュ・クルーザー」を開発したが、結局この作戦は中止されてこれらの艦艇は空母へ転用された。
彼は第一次世界大戦が終わるまでGovernment's Board of Invention and Researchの議長を務めていた。彼は妻フランセスを亡くした2年後の1920年に癌で死去した。遺体はウェストミンスター寺院での国葬ののち荼毘に付され、住まいのあったノーフォークのキルヴァーストンにあるセントアンドリュー教会墓地の妻の墓の隣に埋葬された。
フィッシャー男爵の爵位は、2015年現在、4代目のパトリック・ヴァヴァサー・フィッシャーが相続している。

## 勲功
- バス勲章ナイト・コマンダー（1896年）
- バス勲章ナイト・グランドクロス（1902年）
- メリット勲章（1905年）
- ロイヤル・ヴィクトリア勲章ナイト・グランドクロス（1908年）
- レジオンドヌール勲章（1906年）(フランス勲章)
- オスマニエ勲章（1900年）(オスマン帝国勲章)
- 勲一等旭日桐花大綬章（1917年）(日本勲章)